# ずっとLOVE
「ずっとLOVE」（ずっとラブ）は、日本の男性アイドルグループ・A.B.C-Zの2ndDVD。2012年9月12日にポニーキャニオンから発売された。作詞はメンバーである戸塚祥太が担当している。

## 収録内容

### 本編映像
1. 「ずっとLOVE」Music Clip
作詞：戸塚祥太、作曲：Andreas Johansson・David Fremberg・DAICHI、編曲：中西裕之[4]
  - 元気でポップなメロディーにストレートで普遍的な思いを綴った軽快なラブソング[5][6]。
  - 「ファンと一緒に作り上げるミュージックビデオ」というテーマのもと、ディナーショー風の特設会場に600名ものファンを招待して撮影。ジャニーズJr.時代から支えてくれているファンへの感謝の気持ちを表現している[7]。
  - 歌詞には〈北風の一息で 晴天へ早変わり〉、〈愛する君の手をつないで 時が止まる交差点で〉、〈オーロラ纏う黄金の船で 駆け出す〉など戸塚らしい文学の香りがする言葉が並ぶ[6]。『仮面舞踏会』や『硝子の少年』みたいに歳を重ねていっても歌える曲になったらいいなと思い、言葉使いやメンバー皆が歌うことも意識して作った語る[8][9]。4月21日頃に「書いちゃいなよ」と言われて、歌詞の締切が約4日後だったというエピソードがある[9]。
  - 『ジャニーズ銀座 Youの前にはMeがいる！ ABC座東京凱旋公演』にて初披露された楽曲である[8][9]。振付はメンバーの五関晃一が担当し、お客さんと一緒に踊れるようにと作られたすぐに覚えられるキュートなものとなっている[9][10]。
  - 2022年2月1日「Z Project」の企画「History Collection」の最終回として「Za ABC〜5stars〜」[11]「Never My Love」[12]とともにポニーキャニオン公式YouTubeにてミュージックビデオが公開された[13]。
2. 「ボクラ 〜LOVE&PEACE〜」Dance Clip
3. Making
4. A.B.C-Zコント
「ずっとLOVE」Music Clipの撮影日に披露されたオリジナル・コントのうち、人気投票で選ばれた3本[7]
  1. 「ジムナスティクのお兄さん」
  2. 「漫才風コント」
  3. 「ラッパー系医師団」

### 特典映像

#### 初回限定盤
1. 「ジャニーズ銀座YOUの前にはMeがいる!」ABC座東京凱旋公演@シアタークリエDigest

#### 通常盤
1. 「ずっとLOVE」未公開CM映像

## 特典
- B2サイズポスター